# Bundesratswahl 1983
Am 7. Dezember 1983 fanden in der Schweiz die Gesamterneuerungswahlen des Bundesrates statt. Die beiden Kammern des neu gewählten Parlaments, die Vereinigte Bundesversammlung, wählten die Schweizer Regierung, den Bundesrat, für die von 1984 bis 1987 dauernde Amtszeit. Die Sitze wurden einzeln in der Reihenfolge des Amtsalters der Sitzinhaber bestellt. Aufgrund zweier Rücktritte fanden auch zwei Ersatzwahlen statt.

## Wahlen

### Erste Wahl (Sitz von Kurt Furgler, CVP)

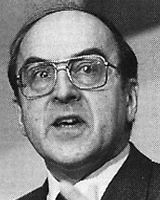
Kurt Furgler

Bundesrat Kurt Furgler (CVP) war seit Anfang 1983 Vorsteher des Eidgenössischen Volkswirtschaftsdepartements (EVD). Er stellte sich als amtsältester Bundesrat als erster zur Wahl.
|                         | 1. Wahlgang |
| ----------------------- | ----------- |
| ausgeteilte Wahlzettel  | 246         |
| eingegangene Wahlzettel | 246         |
| leer/ungültig           | 16/2        |
| gültig Total            | 228         |
| absolutes Mehr          | 115         |
| Kurt Furgler            | 198         |
| Arnold Koller (CVP)     | 10          |
| Verschiedene            | 20          |

### Zweite Wahl (Sitz von Pierre Aubert, SP)

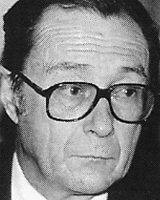
Pierre Aubert

Bundesrat Pierre Aubert (SP) stand seit 1978 dem Eidgenössischen Departement für auswärtige Angelegenheiten (EDA) vor.
|                         | 1. Wahlgang |
| ----------------------- | ----------- |
| ausgeteilte Wahlzettel  | 246         |
| eingegangene Wahlzettel | 245         |
| leer/ungültig           | 23/1        |
| gültig Total            | 221         |
| absolutes Mehr          | 111         |
| Pierre Aubert           | 151         |
| Félicien Morel (SP)     | 38          |
| Verschiedene            | 32          |

### Dritte Wahl (Sitz von Leon Schlumpf, SVP)

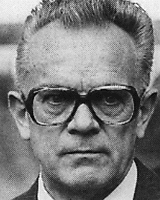
Leon Schlumpf

Bundesrat Leon Schlumpf (SVP) war seit 1980 Vorsteher des Eidgenössischen Verkehrs- und Energiewirtschaftsdepartements (EVED).
|                         | 1. Wahlgang |
| ----------------------- | ----------- |
| ausgeteilte Wahlzettel  | 246         |
| eingegangene Wahlzettel | 245         |
| leer/ungültig           | 13/3        |
| gültig Total            | 229         |
| absolutes Mehr          | 115         |
| Leon Schlumpf           | 189         |
| Werner Martignoni (SVP) | 13          |
| Verschiedene            | 27          |

### Vierte Wahl (Sitz von Alphons Egli, CVP)

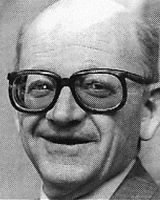
Alphons Egli

Bundesrat Alphons Egli (CVP) war seit Anfang 1983 Vorsteher des Eidgenössischen Departements des Innern (EDI).
|                         | 1. Wahlgang |
| ----------------------- | ----------- |
| ausgeteilte Wahlzettel  | 244         |
| eingegangene Wahlzettel | 243         |
| leer/ungültig           | 15/6        |
| gültig Total            | 222         |
| absolutes Mehr          | 112         |
| Alphons Egli            | 185         |
| Julius Binder (CVP)     | 12          |
| Verschiedene            | 25          |

### Fünfte Wahl (Sitz von Rudolf Friedrich, FDP)

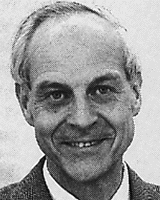
Rudolf Friedrich

Bundesrat Rudolf Friedrich (FDP) war seit  Anfang 1983 Vorsteher des Eidgenössischen Justiz- und Polizeidepartements (EJPD).
|                         | 1. Wahlgang |
| ----------------------- | ----------- |
| ausgeteilte Wahlzettel  | 245         |
| eingegangene Wahlzettel | 245         |
| leer/ungültig           | 17/5        |
| gültig Total            | 223         |
| absolutes Mehr          | 112         |
| Rudolf Friedrich        | 175         |
| Verschiedene            | 48          |

### Sechste Wahl (Ersatzwahl von Willi Ritschard, SP)

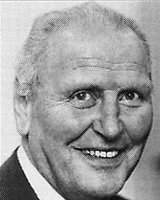
Willi Ritschard, zurückgetretener und vor dem Rücktrittsdatum verstorbener Bundesrat

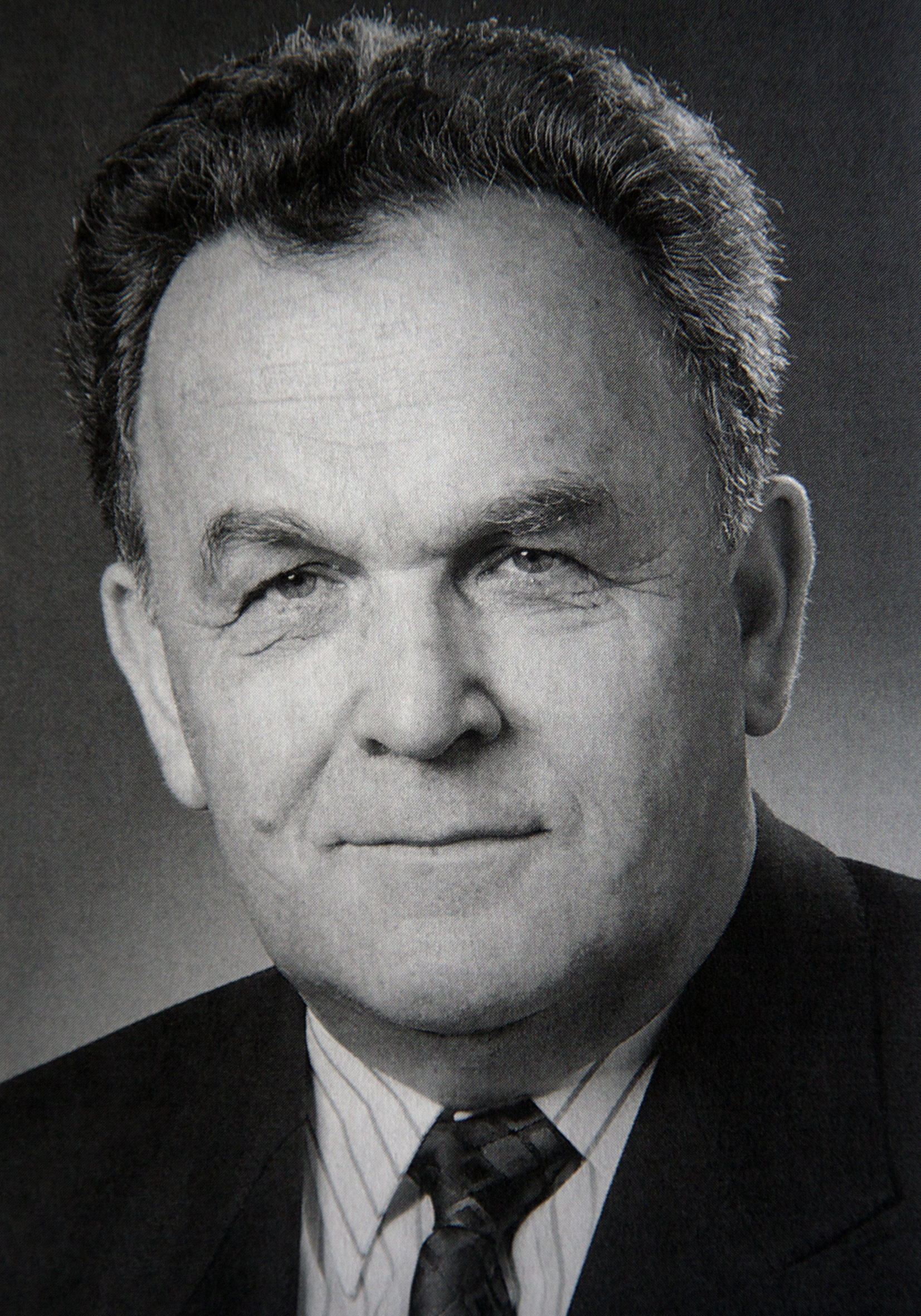
Otto Stich, neu gewählter Bundesrat

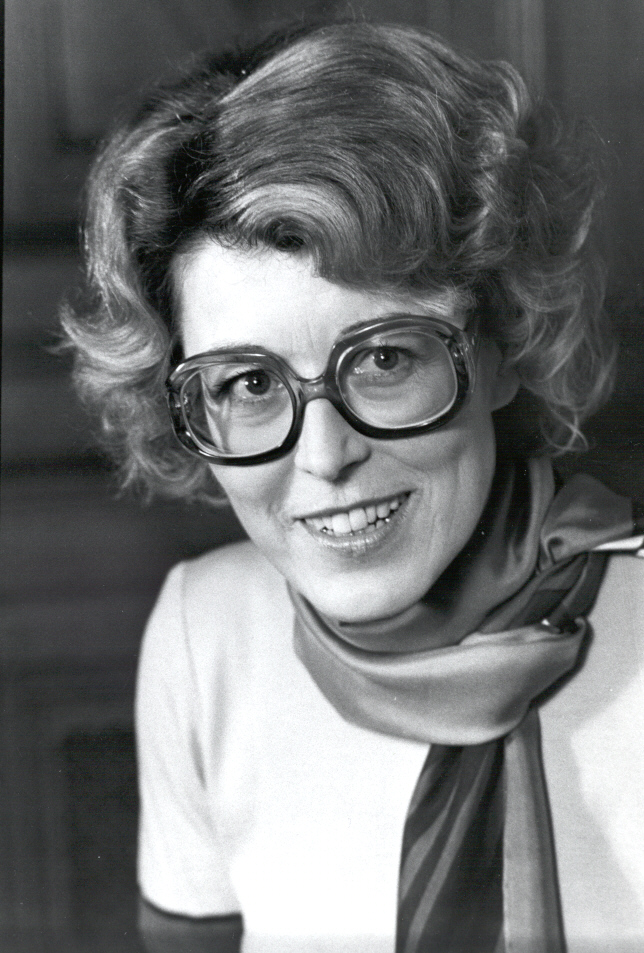
Lilian Uchtenhagen, nicht gewählte Kandidatin der SP

Die Ersatzwahl von Bundesrat Willi Ritschard sorgte für grössere Turbulenzen, weil zum wiederholten Mal nach der Wahl von Hans-Peter Tschudi anstatt von Walter Bringolf 1959 und Ritschard anstatt von Arthur Schmid 1973 eine offizielle Kandidatur der SP vom Parlament übergangen und das erklärte Ziel der SP, zum ersten Mal einer Frau den Einzug in den Bundesrat zu ermöglichen, ignoriert wurde.
Willi Ritschard (SP) wurde 1973 in den Bundesrat gewählt. Er war zuerst Vorsteher des Verkehrs- und Energiewirtschaftsdepartements und wechselte 1980 ins Finanzdepartement. Am 3. Oktober 1983 erklärte er seinen Rücktritt auf Ende Jahr. Er starb jedoch überraschend bereits 13 Tage später auf einer Wanderung.
Für seine Nachfolge nominierte die SP Nationalrätin Lilian Uchtenhagen als einzige Kandidatin, da die Parteileitung den erstmaligen Einzug einer Frau in den Bundesrat durchsetzen wollte. Sie setzte sich in der Fraktion mit 31 Stimmen gegen den St. Galler Nationalrat Hans Schmid mit 22 und den von der SP Solothurn portierten ehemaligen Nationalrat Otto Stich mit acht Stimmen durch.
Schmid wurde allerdings mittels eines umstrittenen Rechtsgutachtens des Parlamentsbüros an einer Kandidatur gehindert. Seine Wahl wurde als nicht vereinbar mit der damaligen Kantonsklausel in der Bundesverfassung erklärt, da er neben dem Aargauer auch das St. Galler Bürgerrecht besass. Während später der Wohnort den Ausschlag gab, war damals noch der Heimatort massgeblich. Mit Kurt Furgler war bereits ein amtierender Bundesrat St. Galler. Andere Kandidaten wie SMUV-Präsident Fritz Reimann und Bundeskanzler Walter Buser erklärten vor der Wahl ihren Verzicht.
Der von der SP und insbesondere Parteipräsident Helmut Hubacher ausgeübte Druck für die Wahl Uchtenhagens bewirkte im bürgerlichen Lager jedoch das Gegenteil, und hinter den Kulissen wurde unter der Führung von Nationalrat Felix Auer (FDP, BL) die Wahl Stichs organisiert. Auer informierte Stich am Vorabend über die bevorstehende Wahl und riet ihm, den Stecker des Telefons zu ziehen. Stich kam dem nach, um dem Druck seiner Partei zu entgehen. Schliesslich wurde Stich gewählt. Die SP diskutierte danach den Gang in die Opposition. Ein ausserordentlicher Parteitag sprach sich allerdings dagegen aus.
Als Gründe für die Nichtwahl Uchtenhagens wurden unter anderem die Person Uchtenhagens genannt, ebenso das Auftreten der SP-Führung und insbesondere des Parteipräsidenten, Helmut Hubacher, der bei einer Nichtwahl mit dem Gang in die Opposition gedroht hatte. Hubachers Aussage, sich «nicht jeden Kandidaten unterjubeln zu lassen» wurde von Parlamentariern anderer Parteien als Drohung empfunden. Dies und eine Pro-Uchtenhagen-Kampagne des Ringier Verlags sollen eine Gegenreaktion im bürgerlichen Lager provoziert haben. Der Verzicht auf eine Kandidatur des bei den bürgerlichen Parteien wohlgelittenen Bundeskanzlers Buser wurde ebenso als Folge des Drucks durch die SP-Führung gedeutet, während Felix Auer dies rückblickend als Fehlinterpretation bezeichnete. Buser sei von Sympathisanten Stichs in der SP-Fraktion zum Rückzug gebracht worden.
|                         | 1. Wahlgang |
| ----------------------- | ----------- |
| ausgeteilte Wahlzettel  | 246         |
| eingegangene Wahlzettel | 246         |
| leer/ungültig           | 2/0         |
| gültig Total            | 244         |
| absolutes Mehr          | 123         |
| Otto Stich              | 124         |
| Lilian Uchtenhagen (SP) | 96          |
| Eduard Belser (SP)      | 17          |
| Verschiedene            | 7           |

### Siebte Wahl (Ersatzwahl von Georges-André Chevallaz, FDP)

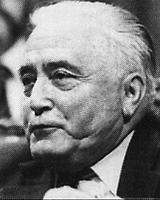
Georges-André Chevallaz, zurücktretender Bundesrat

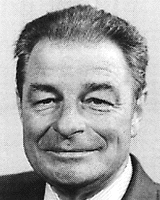
Jean-Pascal Delamuraz, neu gewählter Bundesrat

Chevallaz wurde 1973 als nichtoffizieller Kandidat der FDP-Fraktion in den Bundesrat gewählt. Er übernahm das Finanz- und Zolldepartement. 1980 wechselte er ins Eidgenössische Militärdepartement (EMD).
Im Gegensatz zur Ersatzwahl von Willi Ritschard ging diejenige von Chevallaz ruhiger über die Bühne. Der Kandidat der FDP, der Waadtländer Staats- und Nationalrat Jean-Pascal Delamuraz, wurde im ersten Wahlgang gewählt. Er übernahm von Chevallaz das Eidgenössische Militärdepartement (EMD).
|                            | 1. Wahlgang |
| -------------------------- | ----------- |
| ausgeteilte Wahlzettel     | 246         |
| eingegangene Wahlzettel    | 246         |
| leer/ungültig              | 2/3         |
| gültig Total               | 241         |
| absolutes Mehr             | 121         |
| Jean-Pascal Delamuraz      | 130         |
| Robert Ducret (FDP)        | 53          |
| Monique Bauer-Lagier (LPS) | 34          |
| Pier Felice Barchi (FDP)   | 19          |
| Verschiedene               | 5           |

## Wahl des Bundeskanzlers

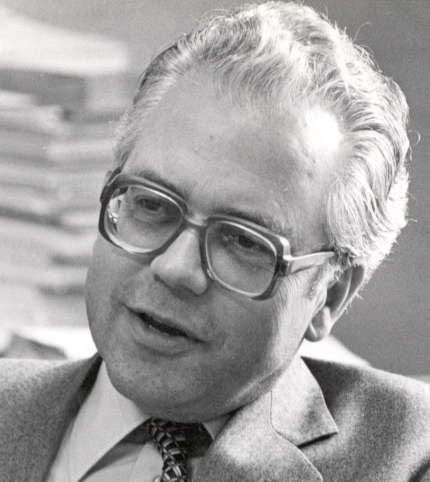
Walter Buser

Der amtierende Bundeskanzler Walter Buser trat zur Wiederwahl an und wurde mit 179 Stimmen im Amt bestätigt. Einige wenige Stimmen erhielt auch Joseph Voyame (CVP), den er bei seiner ersten Wahl 1981 im vierten Wahlgang besiegt hatte.
|                         | 1. Wahlgang |
| ----------------------- | ----------- |
| ausgeteilte Wahlzettel  | 223         |
| eingegangene Wahlzettel | 223         |
| leer/ungültig           | 21/0        |
| gültig Total            | 202         |
| absolutes Mehr          | 102         |
| Walter Buser            | 179         |
| Joseph Voyame (CVP)     | 11          |
| Verschiedene            | 12          |

## Wahl des Bundespräsidenten
Leon Schlumpf wurde mit 187 Stimmen zum Bundespräsidenten für das Jahr 1984 gewählt.
|                         | 1. Wahlgang |
| ----------------------- | ----------- |
| ausgeteilte Wahlzettel  | 243         |
| eingegangene Wahlzettel | 243         |
| leer/ungültig           | 27/8        |
| gültig Total            | 208         |
| absolutes Mehr          | 105         |
| Leon Schlumpf           | 187         |
| Otto Stich              | 15          |
| Verschiedene            | 6           |

## Wahl des Vizepräsidenten
Kurt Furgler wurde mit 162 Stimmen zum Vizepräsidenten gewählt.
|                         | 1. Wahlgang |
| ----------------------- | ----------- |
| ausgeteilte Wahlzettel  | 214         |
| eingegangene Wahlzettel | 212         |
| leer/ungültig           | 17/5        |
| gültig Total            | 190         |
| absolutes Mehr          | 96          |
| Kurt Furgler            | 162         |
| Alphons Egli            | 13          |
| Verschiedene            | 13          |